# Випробувальний орбітальний політ SpaceX Starship
20 квітня 2023 року SpaceX здійснила перший комбінований запуск космічного корабля Starship і ракети-носія першого ступеня Super Heavy. Тестовий політ без екіпажу закінчився невдачею на етапі відриву. Цей політ зробив Starship найвищою та найпотужнішою ракетою, яка коли-небудь літала, з удвічі більшою тягою, ніж «Сатурн V» 1960-х років. Планувалося, що корабель пролетить приблизно один раз навколо Землі, а потім знову увійде в атмосферу та впаде біля Гаваїв, тоді як ракета-носій мала здійснити контрольовану посадку на воду в Мексиканській затоці.
Ракета стартувала з місця запуску поблизу Бока-Чика, штат Техас, о 13:33 UTC (8:33 ранку CDT). На старті ракета втратила 3 з 33 двигунів Raptor; незважаючи на відключення двигуна, транспортний засіб звільнився від стартової вежі. Інші 5 двигунів виявились втраченими під час польоту. Приблизно через три хвилини польоту, безпосередньо перед запланованим відривом ступенів, контроль над космічним кораблем почали втрачати. Співробітники служби безпеки активували систему припинення польоту, знищивши ракету над Мексиканською затокою через чотири хвилини після запуску.

## Передумови
Starship — ракета-носій надважкого класу, розроблена компанією SpaceX. Ракета-носій є найбільшою і найпотужнішою з коли-небудь розроблених із прогнозованою вантажопідйомністю 150 метричних тонн (330 000 фунтів) у повністю багаторазовій конфігурації і висотою 120 метрів (390 футів). Перший ступінь Starship є найпотужнішою ракетою з коли-небудь запущених, оскільки її 33 двигуни Raptor створюють номінально понад 16 000 000 фунтів сили (71 000 000 ньютон) тяги. Це приблизно вдвічі більше, ніж у «Сатурн V», що використовувався між 1967 і 1973 роками, більше, ніж у SLS, яка виробляла 8 800 000 фунтів сили (39 000 000 Н) тяги на старті у 2022 році, і набагато більше, ніж 10 000 000 фунтів сили (44 000 000 Н) тяги від 30 двигунів, які приводили в рух радянську ракету Н-1 між 1969 і 1972 роками.
Обидва ступені призначені для виконання контрольованої посадки на стартовому майданчику і багаторазових повторних запусків. SpaceX планує використовувати ракету-носій для різних застосувань, включаючи розгортання супутників, космічний туризм і міжпланетні космічні польоти.
Починаючи з 2019 року, SpaceX побудувала кілька прототипів розгінного блоку та запустила їх загалом 9 разів, кульмінацією став запуск 5 травня 2021 року Starship SN15, який здійснив м'яку посадку через 6 хвилин. Після цього SpaceX продовжила повторні побудови розгінних блоків, завершила будівництво кількох перших ступенів і продовжила наземні випробування без польотів в очікуванні урядових дозволів на запуск. Екологічна експертиза місця запуску завершилася винесенням у червні 2022 року «пом'якшеного рішення FONSI» (Висновок про відсутність значного впливу), яке зобов'язало компанію впровадити різні заходи щодо пом'якшення впливу на місцеву дику природу та історичні місця, але в іншому дозволило видати ліцензію на запуск.
Перевірка льотної готовності була завершена 8 квітня 2023 року. Запланована на 11 квітня репетиція запуску була пізніше скасована. 14 квітня 2023 р. Федеральне управління цивільної авіації США (FAA) видало ліцензію на орбітальний запуск апарата.

## Наслідки
Ракета завдала шкоди космодрому та навколишній інфраструктурі. Великі уламки полетіли в усі боки з місця запуску, де утворився 25-футовий кратер. Сусіднє місто Порт-Ізабел, штат Техас, було вкрите товстим шаром піску.
Позитивно прокоментували запуск Білл Нельсон, адміністратор НАСА; Йозеф Ашбахер, генеральний директор ЄКА; і Кріс Хедфілд, канадський астронавт у відставці.